# Phragmanthera polycrypta
Phragmanthera polycrypta là một loài thực vật có hoa trong họ Loranthaceae. Loài này được (Didr.) Balle miêu tả khoa học đầu tiên năm 1956.